# Olle Petrusson
Olle Petrusson (* 14. November 1943) ist ein schwedischer Biathlet.
Petrusson gewann eine Bronzemedaille mit der 4 × 7,5-km-Biathlonstaffel bei den Olympischen Winterspielen 1968 in Grenoble.
Bei den Biathlon-Weltmeisterschaften 1966 und den Biathlon-Weltmeisterschaften 1967 gewann er jeweils eine weitere Bronzemedaille mit der 4 × 7,5-km-Staffel.

## Einzelbelege
1. ↑  "1968 Winter Olympics – Grenoble, France – Biathlon" (Memento des Originals vom 3. Februar 2007 im Internet Archive)  Info: Der Archivlink wurde automatisch eingesetzt und noch nicht geprüft. Bitte prüfe Original- und Archivlink gemäß Anleitung und entferne dann diesen Hinweis. – databaseOlympics.com (Abgerufen am 25. April 2008)

| Personendaten    | Personendaten         |
| ---------------- | --------------------- |
| NAME             | Petrusson, Olle       |
| KURZBESCHREIBUNG | schwedischer Biathlet |
| GEBURTSDATUM     | 14. November 1943     |